# Filatima transsilvanella
Filatima transsilvanella is een vlinder uit de familie tastermotten (Gelechiidae). De wetenschappelijke naam is voor het eerst geldig gepubliceerd in 2002 door Z. Kovacs & S. Kovacs.
De soort komt voor in Europa.